# Il Luster
il Luster is een Nederlandse producent van animatie. Het bedrijf is in 1996 opgericht door Michiel Snijders en Arnoud Rijken. il Luster produceerde ruim vijftig korte animatiefilms (onder andere met Erik van Schaaik, Oerd van Cuijlenborg, Paul Driessen, Hisko Hulsing en Arjan Wilschut). il Luster is lid van de NAPA.

## Films
Voor de bioscoop heeft il Luster de geanimeerde films Trippel Trappel dierensinterklaas en Woezel en Pip: Op zoek naar de Sloddervos! geproduceerd. Daarnaast heeft il Luster de televisieseries De Tumblies, Woezel en Pip en De Avonturen van Anansi de spin geproduceerd. 